# Alfonso María de Borbón y Pintó

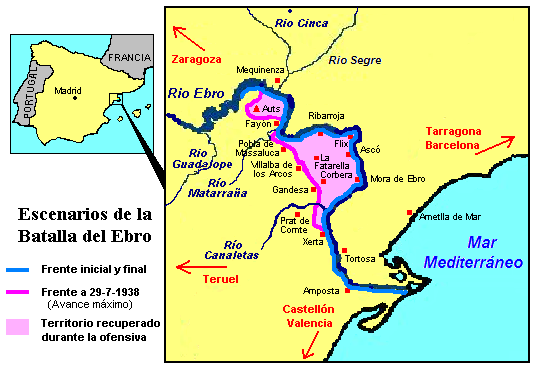
Mapa de la batalla de l'Ebre on va morir Alfons de Borbó

Alfonso María de Borbón y Pintó (Valladolid, Castella, 27 d'agost de 1909 - Batalla de l'Ebre, front de Seròs, 25 de desembre de 1938) fou un militar espanyol. Nascut en família carlina era fill d'Alberto María de Borbón, segon duc de Santa Elena i de Maria Luisa Pintó y Lecanda. El 1925 ingressà en l'Acadèmia de Cavalleria, i el 1931, ostentant el grau de tinent, sol·licità el retir. En iniciar-se la revolta del general Franco es trobava en la seva ciutat natal i es presentà immediatament a les autoritats militars, les quals el destinaren, com a tinent, al regiment de Cavalleria de Villarrobledo, amb el qual operà en el front de Palència. Habilitat per a capità, comanà una companyia del Terç castellà del general Mola, prenent part en les campanyes de Santander i Astúries. El 1938 ascendí al grau de comandant i se li conferí el comandament del mencionat Terç, assistint amb ell a les operacions de Terol, nord i sud de l'Ebre i al trencament del front de Catalunya en el sector de Seròs, on hi trobà la mort en combat. Li fou concedida la medalla militar. La seva esposa Maria de las Angustias, Pérez del Pulgar, marquesa de Santa Fe de Guardiola, morí de tristesa el 8 de juny de 1939.